# Munarbek Seiitbek Uulu
Munarbek Seiitbek Uulu (født 1. januar 1996) er en kirgisisk bokser.
Han deltog i sommer-OL 2024 i mændenes 57 kg-klassen og nåede semifinalen efter at have besejret Luiz Gabriel Oliveira og Jahmal Harvey.